# تسوكوبا-ميراي (إيباراكي)
تسوكوبا-ميراي (باليابانية: つくばみらい市 تسوكوبا-ميراي-شي) هي مدينة تقع في محافظة إيباراكي، اليابان. تأسست المدينة في 27 مارس 2006.

## أعلام
- يوساكو ويوشيما

## وصلات خارجية
- موقع بلدية تسوكوبا-ميراي